# 徳山陽
徳山陽（とくやま よう、1925年（大正14年）12月11日 - ）は、ジャズ・ピアニスト、音楽家。父は「侍ニッポン」や「ルンペン節」で有名な流行歌手徳山璉。守安祥太郎、穐吉敏子と並び評される、戦後モダン・ピアノ三傑の一人である。

## 経歴
神奈川県藤沢市出身。久我山電波工業大学（久我山大学）卒業。卒業後は会社員をしていたが、1951年、森亨バンドに入りプロのピアニストとなる。
1952年には、沢田駿吾とダブル・ビーツに加入。退団後の1954年、稲垣次郎5、西条孝之助4などを経て、1975年、自身のトリオを結成し、中牟礼貞則とのデュオも行う。その後は、ジャズメン・クラブなどに出演する傍ら、ヤマハの講師も勤めた。